# Carlo Sciaccaluga
Carlo Sciaccaluga (* 4. November 1987 in Genua) ist ein italienischer Theaterregisseur, Schauspieler und Übersetzer. Er ist in einer Künstlerfamilie aufgewachsen (sein Vater, Marco Sciaccaluga, war ebenfalls Regisseur; seine Mutter, Valeria Manari, Bühnenbildnerin und Kostümbildnerin). Sein Schauspieldebüt hatte er 2009 in einem deutschsprachigen Auftritt unter der Regie von Matthias Langhoff am Landestheater in Linz, Österreich. Mit 21 gab er sein Regiedebüt mit einer Adaption von Haruki Murakamis „ Nach dem Beben“.

## Leben und Arbeit
In der Spielzeit 2010–2011 arbeitet er als Schauspieler bei der Kompanie Gank und in den Jahren 2011–2012 spielt er in „Die Räuber“ von Friedrich Schiller unter der Regie von Gabriele Lavia. In den folgenden Jahren spielt Sciaccaluga mehrmals in Inszenierungen von Lavia. 2013 inszenierte Sciaccaluga die italienische Erstaufführung von The Pillowman von Martin McDonagh am Teatro Stabile di Genova und übersetzte Dealer's Choice von Patrick Marber. In den Spielzeiten 2017–2018 und 2018–2019 arbeitete er als Schauspieler am Teatro Stabile von Neapel. Von 2016 bis 2019 war er Hausregisseur am Nationalen Experimentalen Theater in Tirana, Albanien. Im Sommer 2021 übersetzte und inszenierte Sciaccaluga Schillers „Die Verschwörung des Fiesco in Genua“, das auf der Piazza San Lorenzo in Genua in einem experimentellen Theaterambiente im Herzen der Stadt aufgeführt wurde.
Er hat Produktionen für zahlreiche private Unternehmen inszeniert, sowie für das Teatro Nazionale di Genova, das Teatro Stabile di Napoli, das Teatro Stabile di Catania, das Turkistan Muzikalik Drama Teatri und das Abay National Theatre of Opera and Ballet of Almaty in Kasachstan.
Als stellvertretender Regisseur von Davide Livermore war Sciaccaluga an zwei Produktionen von Verdis Il trovatore beteiligt, am Sydney Opera House und am Teatro Regio in Parma. Neben seiner Karriere als Regisseur arbeitet er auch als Übersetzer, sowohl für seine eigenen Produktionen als auch für die anderer Regisseure, wobei er sich insbesondere auf Martin McDonagh und Schiller konzentriert.
Im Jahr 2024 schrieb er eine neue Originaladaption von The Turn of the Screw von Henry James, produziert vom Teatro Nazionale di Genova und dem Teatro Carlo Felice, Regie Davide Livermore. Im Jahr 2022 trat er in Petra auf, einer Fernsehserie von Sky mit Paola Cortellesi in der Hauptrolle, im Jahr 2023 in Blanca, einer Fernsehserie mit Maria Chiara Giannetta in der Hauptrolle, die auf Rai 1 ausgestrahlt wurde, und im Jahr 2024 in Citadel: Diana auf Amazon Prime Video. Im März 2025 inszenierte er eine neue Produktion von Peter Shaffers Equus für das Teatro Nazionale in Genua, die großen Beifall der Kritiker fand. Sein Vater Marco hatte 1975 bei der ersten italienischen Produktion des gleichen Stücks Regie geführt.